# Anderson Bridge
 L'Anderson Bridge è un ponte aperto al traffico su gomma che attraversa il fiume Singapore. Si trova vicino alla foce del fiume nella Downtown Core Planning Area della zona centrale di Singapore.
Il ponte fu terminato nel 1910, fu così nominato in onore del Governatore degli Insediamenti Stretti britannico e Alto Commissario per gli Stati federati malesi dal 1904 al 1911, Sir John Anderson, che inaugurò ufficialmente il ponte il 12 marzo 1910. Costituisce una parte del circuito di Marina Bay Street del Gran Premio di Singapore, che fa parte del campionato mondiale di Formula 1 dal 28 settembre 2008.

## Storia

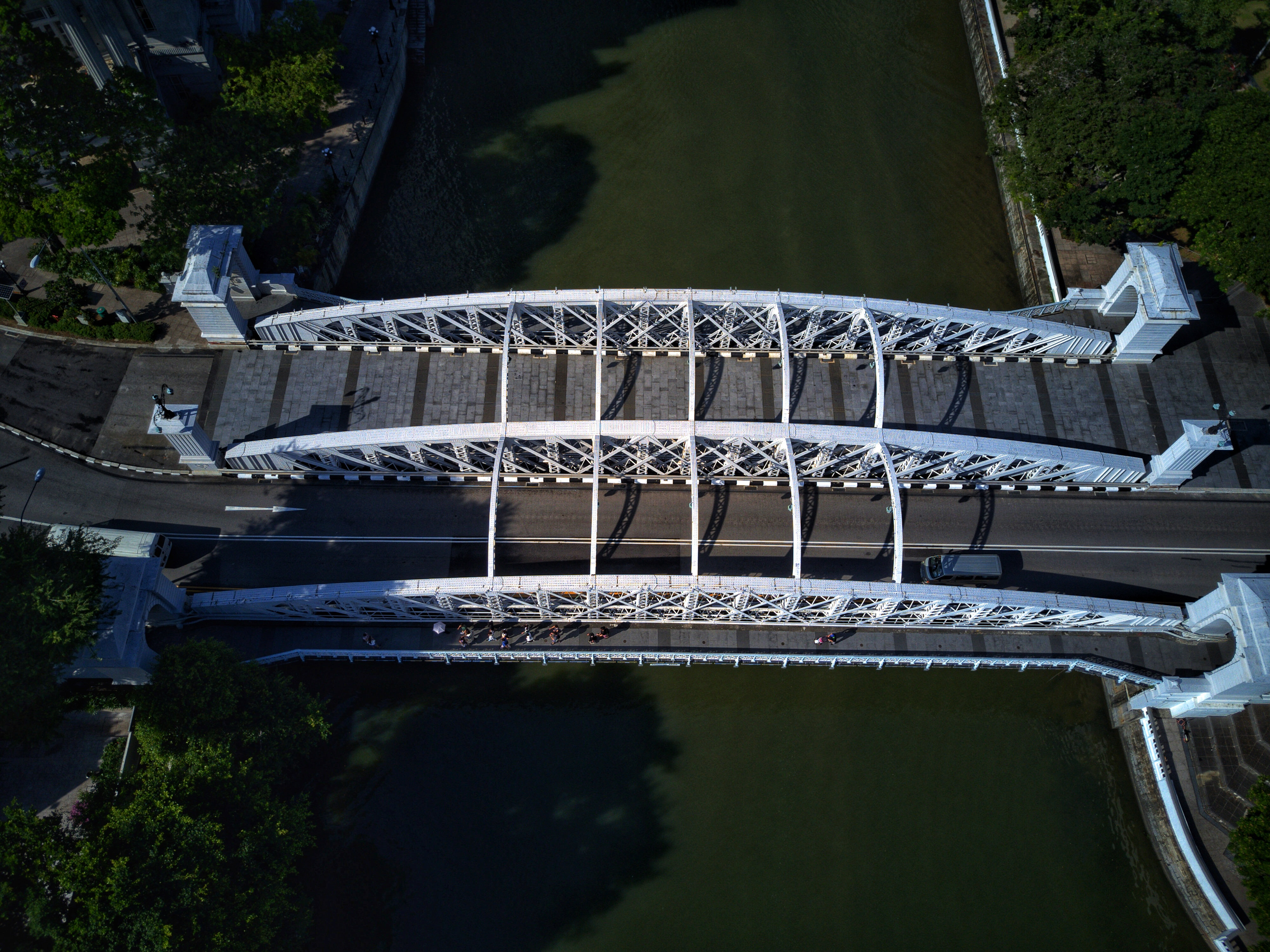
Prospettiva aerea dell'Anderson Bridge sul fiume Singapore

L'Anderson Bridge fu costruito sotto la supervisione dell'ingegnere comunale Robert Peirce con l'intenzione di sostituire il ponte Cavenagh sovraccarico come collegamento tra l'area amministrativa del governo nel distretto civico sulla riva settentrionale e il distretto commerciale (ora Raffles Place) sulla sponda meridionale del fiume Singapore. A causa del fiorente commercio sul fiume Singapore nel 1880, Cavenagh Bridge non era in grado di sostenere da solo il traffico sempre più intenso in città. Nonostante la costruzione di Ord Bridge e Read Bridge, la condizione del traffico è comunque peggiorata in seguito all'ampliamento della Battery Road. Il suo basso pescaggio era inoltre insufficiente per il passaggio delle barche durante l'alta marea. Tuttavia, quando il ponte Anderson fu completato nel 1910, il ponte Cavenagh, che avrebbe dovuto essere sostituito dalla nuova costruzione non fu demolito e cominciò ad avere solamente un uso pedonale, con tutti i veicoli deviati all'Anderson Bridge.
Il ponte Anderson fu costruito tra il 1908 e il 1910, come iniziativa imprenditoriale congiunta tra il governo coloniale e il Comune dopo la bonifica della sponda meridionale del fiume Singapore. I monconi sono stati costruiti dalla Westminster Construction Company Limited.
L'elegante ponte presenta un'eccellente combinazione di intonaci e oggetti in metallo senza eguali su nessun'altra costruzione locale. Comprende tre archi in acciaio con nervature di sostegno in acciaio che si estendono su di essi, due archi a bugnato e un molo scanalato su ciascuna estremità.
Durante l'occupazione giapponese di Singapore (1942-1945), le teste mozzate dei criminali furono appese sul ponte per scoraggiare i cittadini dal violare la legge.

## Anderson Bridge oggi

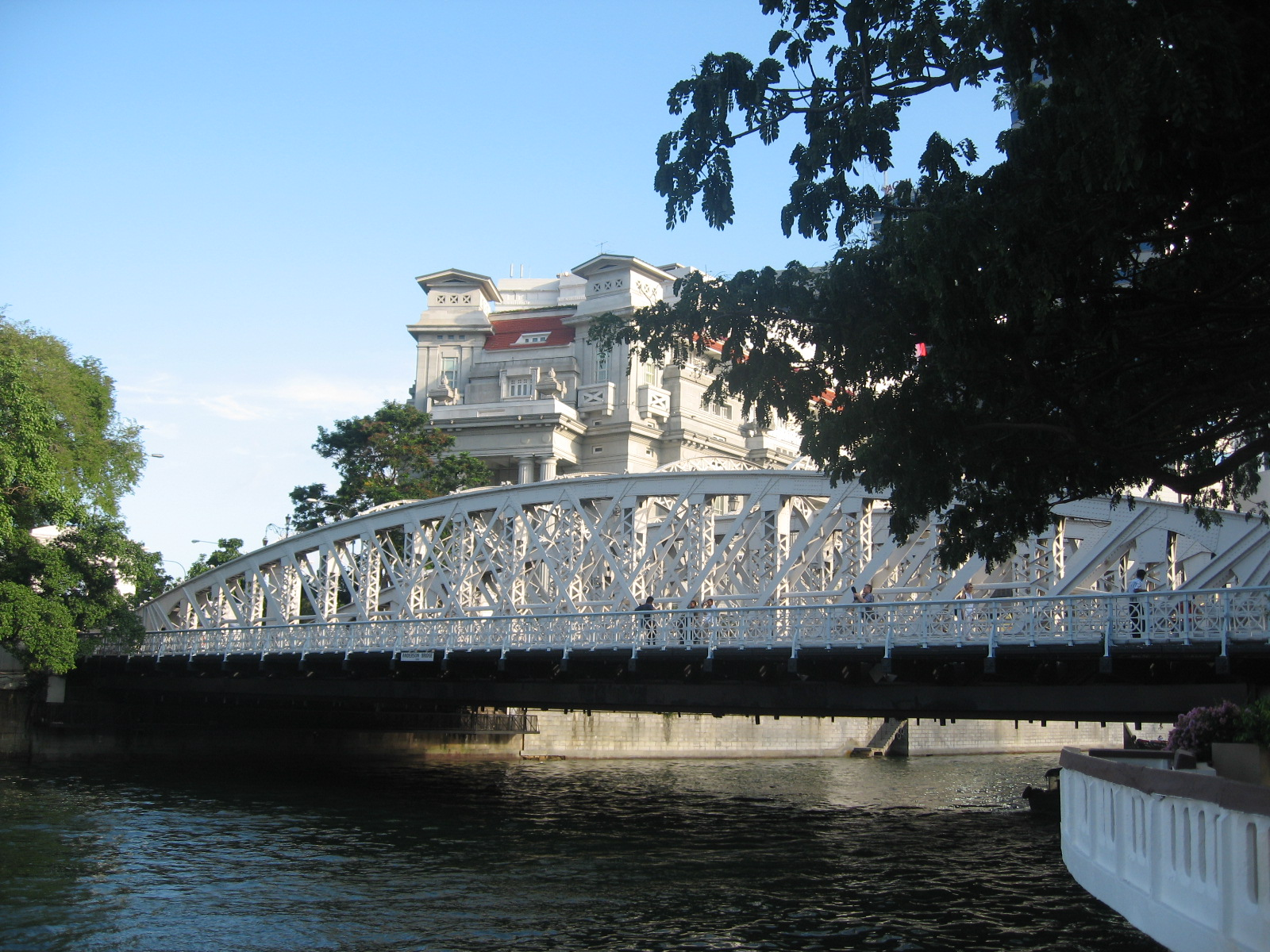
Anderson Bridge, visto dalla Queen Elizabeth Walk

Negli anni '90, a causa del crescente traffico veicolare tra la sponda settentrionale e meridionale del fiume Singapore, fu necessaria la costruzione di un nuovo ponte: l'Esplanade Bridge per fornire un percorso più rapido tra il Marina Center e il distretto finanziario di Shenton Way. La costruzione del ponte lungo 260 metri, di fronte alla foce del fiume Singapore cominciò all'inizio del 1994 e fu completata nel 1997.
L'Anderson Bridge funge attualmente ancora da ponte per uso veicolare e collega il distretto finanziario direttamente al Municipio. Si trova vicino al Fullerton Hotel (precedentemente noto come Fullerton Building) e all'ex Parco Merlion. Inoltre costituisce una parte molto nota del circuito automobilistico di Singapore Street Circuit, usato dal 2008 per la Formula 1 nel Gran Premio di Singapore.
Il 3 novembre 2008, l'Autorità per la riqualificazione urbana ha deciso di inserire il ponte nel suo programma di conservazione ampliato.